# Landscheid
Landscheid település Németországban, Rajna-vidék-Pfalz tartományban. Lakosainak száma 2218 fő (2023. december 31.).

## Népesség
A település népességének változása:
| Lakosok száma | 2118 | 2115 | 2142 | 2229 | 2239 | 2218 |
|               | 1975 | 2017 | 2019 | 2021 | 2022 | 2023 |